# Pavel Nešleha
 (février 2022).
Si vous disposez d'ouvrages ou d'articles de référence ou si vous connaissez des sites web de qualité traitant du thème abordé ici, merci de compléter l'article en donnant les références utiles à sa vérifiabilité et en les liant à la section « Notes et références ».
Pavel Nešleha, né le 19 février 1937 et mort le 13 septembre 2003, est un peintre, dessinateur, graveur et photographe tchèque. Son œuvre s'inscrit dans la mouvance artistique des années 1960. Il fut l'une des figures de proue de l'art d'avant-garde non-conformiste tchèque. Ses dessins et œuvres graphiques en tout genre lui valurent de nombreux prix et distinctions. À compter de 1965, il participa de façon régulière à des expositions collectives en République tchèque et à l'étranger; sa première exposition solo eut lieu en 1966.

## Biographie
Après avoir fréquenté l'École des arts de Prague pendant quatre ans (1952–56), Nešleha compléta sa formation à l'École des arts appliqués de Prague, où il fut associé au studio de peinture monumentale et appliquée du professeur Aloise Fišárek (1956–62). Comme projet de fin d'études, il peignit un tableau abstrait conçu pour la salle de concert de Hradec Králové; son œuvre fut toutefois bannie et détruite parce que jugée contraire à l'idéologie communiste prônée par l'état. Pour compléter ses études, Nešleha soumit alors une série de peintures expressionnistes qu'il avait réalisées au cours de ses études; il fut reçu et primé par l'école pour son œuvre. En 1960, il adhéra à un groupe d'artistes d'avant-garde praguois appelé « Confrontations I et II ». Par le truchement des activités de ce groupe, il rencontra le graveur Vladimír Boudník et se lia d'amitié avec les théoriciens František Šmejkal et Jan Kříž. Sa carrière fut interrompue pendant deux ans pour cause de service militaire (1962–64). En 1966, il commença à participer aux activités organisées par le théoricien et critique d'art Jindřich Chalupecký. Au printemps 1968, le gouvernement français lui accorda une bourse d'études qui lui permit de passer trois mois à Paris; il en profita pour visiter divers musées et monuments en France. Il prit pour épouse Mahulena Hromádkova (devenue Mahulena Nešlehová – historienne de l'art) plus tard cette année-là; une fille (Johanna Nešlehová – professeur de statistique à l'Université McGill, Montréal, Canada) naquit de leur union en 1977. 
En 1970, Nešleha se vit offrir un poste de professeur de dessin à l'Académie des beaux-arts de Cassel, mais il dut se désister après que l'état tchécoslovaque lui eut refusé le droit de quitter le pays. Pendant toute la période dite de la « normalisation » (1970–89), Nešleha fut membre du cercle de Jindřich Chalupecký. En 1987, il participa à la fondation du groupe Zaostalí (Les insolites) avec les peintres Bedřich Dlouhý et Zdeněk Beran, le sculpteur Hugo Demartini, l'architecte Karel Kouba et le compositeur Jan Klusák. En 1990, la Fondation Pollock–Krasner lui accorda une subvention. La même année, il prit la direction du studio de peinture à l'École des arts appliqués de Prague, poste qu'il occupa jusqu'en 2002. Il fut nommé professeur titulaire en 1991 et fut également vice-recteur pendant un temps. Il devint membre de l'Union des artistes Mánes en 1995. Le cancer l'emporta en septembre 2003.

## Œuvre
L'œuvre de Nešleha est riche en thèmes; elle compte moult dessins, peintures, imprimés et photos, sans compter diverses installations, collages, objets lumineux et reliefs. Ses travaux des années 1950 et 1960 furent influencés par les courants d'art expressif et informel dans lesquels l'imaginaire joue un rôle primordial. Il chercha par divers moyens à dépeindre le drame de l'existence humaine sous toutes ses formes. Au milieu des années 1960, ses travaux devinrent graduellement plus figuratifs. Il en vint à produire des peintures, des dessins de grande dimension et diverses autres œuvres d'art graphique amplifiant les détails de certaines parties du corps humain. À compter de 1968, il s'intéressa à la photographie et explora la mesure dans laquelle le regard de l'artiste peut influencer la représentation objective de la réalité; dans ses travaux, des objets familiers côtoient le grotesque, l'ironique ou l'absurde. Au cours des années 1970, il aborda des thèmes empreints d'individualisme aux accents surréalistes; ses intérêts pour la méditation et la valeur symbolique de la lumière l'amenèrent à explorer dans quelle mesure cette dernière influence notre perception des reliefs et des objets.
À l'aube des années 1980, les travaux de l'artiste prirent une nouvelle tangente. Influencé par la pensée romantique de K. H. Mácha et de C. D. Friedrich, Nešleha s'intéressa à la relation de l'homme avec la nature, ainsi qu'à la valeur symbolique de la lumière à travers différents thèmes. Ses peintures révèlent divers paradoxes en juxtaposant réalité et illusion; l'artiste donne du relief à ses œuvres en y intégrant divers objets (des portes, par exemple), en faisant des montages ou en les animant au moyen de vidéos. La nature, les mythes et le destin sont les leitmotifs de ses pastels, ses dessins et ses photos. Vers la fin des années 1990, son attention se porta à nouveau vers la lumière, à laquelle il attribua une signification spirituelle — des pastels pâles lui permirent de dépeindre la disparition graduelle du réel par le biais de visions et de personnages abstraits colorés. Son décès prématuré, en 2003, mit un terme abrupt à sa créativité.

## Œuvres les plus connues

### Peintures et objets
- Hlava III (Tête III), 1969; huile, panneau de bois aggloméré Heraklith, 91 x 66 cm. Galerie Zlatá Husa de Prague.
- Rozloučení s C. D. Friedrichem (Adieu à C.D. Friedrich), 1982; acrylique, huile, panneau dur, 180 x 120 cm. Collection privée.
- Cesta (Chemin), 1983; huile, acrylique, panneau dur, 116 x 82 cm. Galerie nationale de Prague – Collection de Jiří Valoch.
- Minul čas (z projektu Iluze v soukromí) (Le Temps a fui - extrait du cycle « Illusions en privé »), 1986; objet représentant une porte, acrylique, panneau de particules, 245 x 300 x 50 cm. Collection privée.
- Ani na zemi ani na nebi (Ni sur la terre, ni dans les cieux), 1989; acrylique, bois, panneau de carton, 265 x 410 x 280 cm. Galerie nationale de Prague.

### Dessins
- Dlaň (Paume), 1969–70; papier, crayon, panneau de bois, 106 x 80.5 cm. Galerie de Bohême occidentale, Pilsen.
- Z cyklu Židle (extrait du cycle « Les Chaises »), 1972; crayon, papier, 105 x 88 cm. Collection privée.
- Čas otevřených dveří VI (Le Temps des portes ouvertes VI), 1978; craie noire, papier, 49 x 70 cm. Collection privée.
- Oidipus III (Œdipe III), 1992; charbon, craie noire, panneau dur, 245 x 160 cm. Galerie des beaux-arts de Bohême du Nord, Litoměřice.

### Pastels
- Tajemství znaků (Le Mystère des signes), 1993; pastel, papier, 132 x 90 cm. Collection privée.
- Oidipus V (Œdipe V), 1993; pastel, papier, 90 x 132 cm. Collection privée.
- Proměna zobrazení (Transformation de la représentation), 1997; pastel, panneau dur, 244 x 304 cm. Collection privée.
- Z cyklu Záznamy světla (extrait du cycle « Chroniques de la lumière »), 2002–03; pastel, papier. Musée de la littérature tchèque.

### Photographies
- Ďáblovy hlavy IV (ze série Pocta Václavu Levému) (Les Têtes du diable IV - extrait de la série « Hommage à Václav Levý »), 1977–2000; photographie couleur, 26.7 x 39.2 cm. Collection privée.
- Z cyklu Přírodní struktury I (extrait du cycle « Structures Naturelles I »), 2001; impression numérique, 140 x 205 cm. Collection privée.
- Z cyklu Přírodní struktury (extrait du cycle « Structures Naturelles »), 1973–2001; photo noir et blanc, 27 x 39 cm. Collection privée.
- Z cyklu Ojbín (extrait du cycle « Oybin »), 2000; photo noir et blanc, 39.3 x 26.4 cm. Collection privée.

## Conservation
- Tchéquie : Ses œuvres figurent dans les principales collections d'art publiques, dont la Galerie nationale de Prague, la Galerie Mikoláš Aleš de Bohême méridionale à Hluboká, la Galerie des beaux-arts de Bohême du Nord de Litoměřice, la Galerie d'art moderne de Roudnice nad Labem, la Galerie moderne de Hradec Králové, la Galerie de la région de Bohême centrale de Kutná Hora, la Galerie Benedikt Rejt de Louny, le Musée de la littérature tchèque de Prague, ainsi que le Mémorial de Terezín.
- Allemagne : Musée de Bochum
- Croatie : Académie de Zagreb
- France : Musée national d'art moderne – Centre Georges-Pompidou, Paris; musée d'art moderne de la ville de Paris
- Pologne : Musée Sztuki, Łódž
- Serbie : Muzej suvremene umjetnosti, Belgrade
- Slovénie : Moderna galerija Ljubljana
- États-Unis : Museum of Drawing and Graphic Art, Washington